# Championnats du monde d'athlétisme jeunesse 2009
Navigation
Édition précédente Édition suivante
Les 6e championnats du monde d'athlétisme jeunesse ou cadets se sont déroulés du 8 juillet au 12 juillet 2009 à Bressanone, en Italie. Ces championnats sont dénommés Südtirol 2009 (Tyrol du Sud 2009, en allemand) parce qu'ils sont sponsorisés par la province autonome de Bolzano.C'est la plus petite ville à organiser des championnats du monde (avec l'aide de la province, ce qui explique aussi le nom donné à ces championnats).
Seulement des athlètes âgés de 16 ou de 17 ans au 31 décembre 2009 (nés en 1992 ou en 1993) peuvent concourir. Un maximum de deux athlètes par nation et par épreuve (sauf pour les relais) peuvent être inscrits.

## Faits marquants
Cette sixième édition à laquelle ont assisté 176 nations et 1 331 athlètes (563 filles, 768 garçons), a vu l'amélioration du record du monde du 2 000 mètres steeple, avec l'Éthiopienne Itaa en 6 min 11 s 83.
Il faut également souligner 31 meilleures prestations mondiales saisonnières et 7 nouveaux records des Championnats.
Au niveau individuel, il faut rappeler la double victoire de la Britannique Jodie Williams qui a remporté le 100 et le 200 m (11 s 39 et 23 s 08) ; l'autre double victoire du Grenadien Kirani James sur 200 et 400 m (21 s 05 et 45 s 24). Parmi ceux qui ont remporté plusieurs médailles, le Thaïlandais Supanara S. N. A. (longueur et triple) et l'Américain Ryan Crouser (poids et disque). Ashton Purvis (USA) a été la seule à remporter trois médailles (sur 100, 200 et l'or avec le relais). Ce furent également des championnats réussis pour la nation hôte, qui remporte sa première victoire avec Alessia Trost et deux autres médailles. Le Français Kevin Mayer remporte l'octathlon avec la meilleure marque mondiale. 46 nations au total se partagent les médailles, ce qui est un autre record. En tête, le Kenya avec 6 médailles d'or, 7 d'argent et 1 de bronze ; derrière, les États-Unis, avec respectivement 6, 5 et 5 ; la Grande-Bretagne complète le podium avec 4, 1 et 1.

## Résultats

### Hommes
| Épreuve | Or                                                                            | Argent                                      | Bronze                                                                |
| --- | ----------------------------------------------------------------------------- | ------------------------------------------- | --------------------------------------------------------------------- |
| 100 m | Prezel Hardy USA 10 s 57                                                      | Aaron Brown CAN 10 s 74                     | Giovanni Galbieri ITA 10 s 79                                         |
| 200 m | Kirani James GRN 21 s 05                                                      | Alberto Gavalda ESP 21 s 33                 | Keenan Brock USA 21 s 39                                              |
| 400 m | Kirani James GRN 45 s 24                                                      | Joshua Mance USA 46 s 22                    | Awadelkarim Elyas SUD 47 s 15                                         |
| 800 m | Johan Rogestedt SWE 1 min 50 s 92                                             | Peter Langat Kiplangat KEN 1 min 50 s 97    | Nicholas Kiplangat Kipkoech KEN 1 min 51 s 01                         |
| 1 500 m | Gideon Mageka KEN 3 min 37 s 36                                               | Caleb Ndiku KEN 3 min 38 s 42               | Girma Bekele ETH 3 min 39 s 88                                        |
| 3 000 m | Isiah Koech KEN 7 min 51 s 51                                                 | David Bett KEN 7 min 52 s 13                | Goitom Kifle ERI 8 min 05 s 83                                        |
| 2 000 m steeple | Hillary Yego KEN 5 min 25 s 33                                                | Peter Kibet Lagat KEN 5 min 26 s 59         | Desta Alemu ETH 5 min 37 s 32                                         |
| 110 m haies 91.4 cm | Dale Morgan USA 13 s 28 WL                                                    | Jack Meredith GBR 13 s 33 PB                | Gregory MacNeil CAN 13 s 51                                           |
| 400 m haies 84.0 cm | Norge Sotomayor CUB 51 s 30                                                   | Jeremiah Kipkorir Mutai KEN 51 s 45         | José Reynaldo Bencosme de Leon ITA 51 s 74                            |
| 10 000 m marche | Hagen Pohle GER 41 min 35 s 99                                                | Dementiy Cheparev RUS 41 min 53 s 76        | Ihor Lyashchenko UKR 42 min 01 s 90                                   |
| Relais suédois | États-Unis Colin Hepburn Keenan Brock Dedric Dukes Joshua Mance 1 min 50 s 33 | Brésil 1 min 52 s 66                        | Japon Takumi Kuki Ryōta Yamagata Ko Kayada Shogo Momiki 1 min 52 s 82 |
| Saut en hauteur | Dmitry Kroytor ISR 2,20 m                                                     | Janick Klausen DEN 2,20 m                   | Django Lovett CAN Daniil Tsyplakov RUS 2,17 m                         |
| Saut à la perche | Jin Min-sub KOR 5,15 m                                                        | Carlo Paech GER 5,10 m                      | Daniel Clemens GER 5,10 m                                             |
| Saut en longueur | Supanara Sukhasvasti na Ayudhya THA 7,65 m                                    | Stefan Brits RSA 7,57 m                     | Yannick Roggatz GER 7,53 m                                            |
| Triple saut | Benjamin Williams GBR 15,91 m                                                 | Supanara Sukhasvasti na Ayudhya THA 15,70 m | Aleksandr Yurchenko RUS 15,66 m                                       |
| Lancer du poids 5 kg | Ryan Crouser USA 21,56 m                                                      | Krzysztof Brzozowski POL 20,89 m            | Frans Schutte RSA 20,37 m                                             |
| Lancer du disque 1.500 kg | Hamid Manssour SYR 64,20 m                                                    | Ryan Crouser USA 61,64 m                    | Traves Smikle JAM 61,22 m                                             |
| Lancer du marteau 5 kg | Chen Hongqiu CHN 74,93 m                                                      | Suhrob Khodjaev TJK 73,29 m                 | Tomas Kruzliak SVK 72,17 m                                            |
| Lancer du javelot 700g | Huang Shih-Feng TPE 74,00 m                                                   | Killian Durechou FRA 73,54 m                | Braian Toledo ARG 73,44 m                                             |
| Octathlon | Kevin Mayer FRA 6 478 pts                                                     | Mohamed Ahmed al-Mannai QAT 6 232 pts       | Steffen Klink GER 6 217 pts                                           |
| Records et Performances - AR : Record continental (area record) - CR : Record des championnats (championship record) - MR : Record du meeting (meet record) - NR : Record national (national record) - OR : Record olympique (olympic record) - PR : Record paralympique (paralympic record) - PB : Record personnel (personal best) - SB : Meilleure performance personnelle de la saison (season's best) - WL : Meilleure performance mondiale de l'année (world leader) - WJR : Record du monde junior (world junior record) - WR : Record du monde (world record) Circonstances et Conditions - DNF : N'a pas terminé (did not finish) - DNS : N'a pas pris le départ (did not start) - DQ : Disqualification (disqualification) - NM : Aucun essai valable enregistré (No Mark) - Q : Qualifié « directement » au prochain tour (ou à la prochaine compétition), lors d'une compétition majeure, grâce au classement ou à la réalisation des minima (automatic qualifier) - q : Qualifié au prochain tour (ou à la prochaine compétition), lors d'une compétition majeure, grâce au repêchage ou à la réalisation de l'une des meilleures performances parmi celles des « non qualifiés directement » (grâce au meilleur temps ou à la meilleure distance par exemple) (secondary qualifier) |                                                                               |                                             |                                                                       |

### Femmes
| Épreuve             | Or                                            | Argent                                     | Bronze                                          |
| ------------------- | --------------------------------------------- | ------------------------------------------ | ----------------------------------------------- |
| 100 m               | Jodie Williams GBR 11 s 39                    | Allison Peter ISV 11 s 47                  | Ashton Purvis USA 11 s 48                       |
| 200 m               | Jodie Williams GBR 23 s 08                    | Allison Peter ISV 23 s 08                  | Ashton Purvis USA 23 s 15                       |
| 400 m               | Ebony Eutsey USA 52 s 88                      | Michelle Brown USA 53 s 44                 | Sandra Wagner SWE 53 s 52                       |
| 800 m               | Cherono Koech KEN 2 min 01 s 67               | Ciara Mageean IRL 2 min 03 s 07            | Rowena Cole GBR 2 min 03 s 83                   |
| 1 500 m             | Nelly Chebet Ngeiywo KEN 4 min 12 s 76        | Gete Dima ETH 4 min 15 s 16                | Amela Terzić SRB 4 min 16 s 71                  |
| 3 000 m             | Purity Cherotich Rionoripo KEN 9 min 03. s 79 | Jackline Chepngeno KEN 9 min 05 s 93       | Genet Yalew ETH 9 min 08 s 95                   |
| 2000 m steeple      | Korahubsh Itaa ETH 6 min 11 s 83              | Lucia Kamene Muangi KEN 6 min 11 s 90      | Halima Hassen ETH 6 min 16 s 83                 |
| 100 m haies 76.2 cm | Isabelle Pedersen NOR 13 s 23                 | Kori Carter USA 13 s 26                    | Bridgette Owens USA 13 s 39                     |
| 400 m haies         | Vera Rudakova RUS 57 s 83                     | Danielle Dowie JAM 58 s 62                 | Deborah Rodriguez URU 59 s 71                   |
| 5 000 m marche      | Elena Lashmanova RUS 22 min 55 s 45           | Yanelli Caballero MEX 22 min 59 s 27       | Svetlana Vasilyeva (athlete) RUS 23 min 00 s 15 |
| Relais suédois      | USA 2 min 04 s 32                             | HUN 2 min 09 s 22                          | ROU 2 min 09 s 25                               |
| Saut en hauteur     | Alessia Trost ITA 1,87 m                      | Mariya Kuchina RUS Amy Pejkovic AUS 1,85 m |                                                 |
| Saut à la perche    | Angelica Bengtsson SWE 4,32 m                 | Michaela Meijer SWE 4,10 m                 | Felicia Horvath HUN Tatyana Stetsyuk 4,00 m     |
| Saut en longueur    | Lu Minjia CHN 6,22 m                          | Alina Rotaru ROU 6,09 m                    | Jennifer Clayton USA 6,05 m                     |
| Triple saut         | Yana Borodina RUS 13,63 m                     | Deng Lina CHN 13,57 m                      | Valeriya Kanatova UZB 13,45 m                   |
| Lancer du poids     | Lena Urbaniak GER 15,28 m                     | Margaret Satupai SAM 14,96 m               | Dong Yangzi CHN 14,65 m                         |
| Lancer du disque    | Li Shanshan CHN 51,65 m                       | Alex Collatz USA 50,09 m                   | Shanice Craft GER 49,15 m                       |
| lancer du marteau   | Barbara Špiler SLO 59,33 m                    | Kivilcim Kaya TUR 57,91 m                  | Bianca Lazar Fazecas ROU 56,41 m                |
| Lancer du javelot   | Anastasiya Svechnikova UZB 53,25 m            | Wu You CHN 52,04 m                         | Laura Henkel GER 51,47 m                        |
| Heptathlon          | Katarina Thompson GBR 5 750 pts               | Laura Ikauniece LAT 5 647 pts              | Kira Biesenbach GER 5 423 pts                   |